# 史特靈島

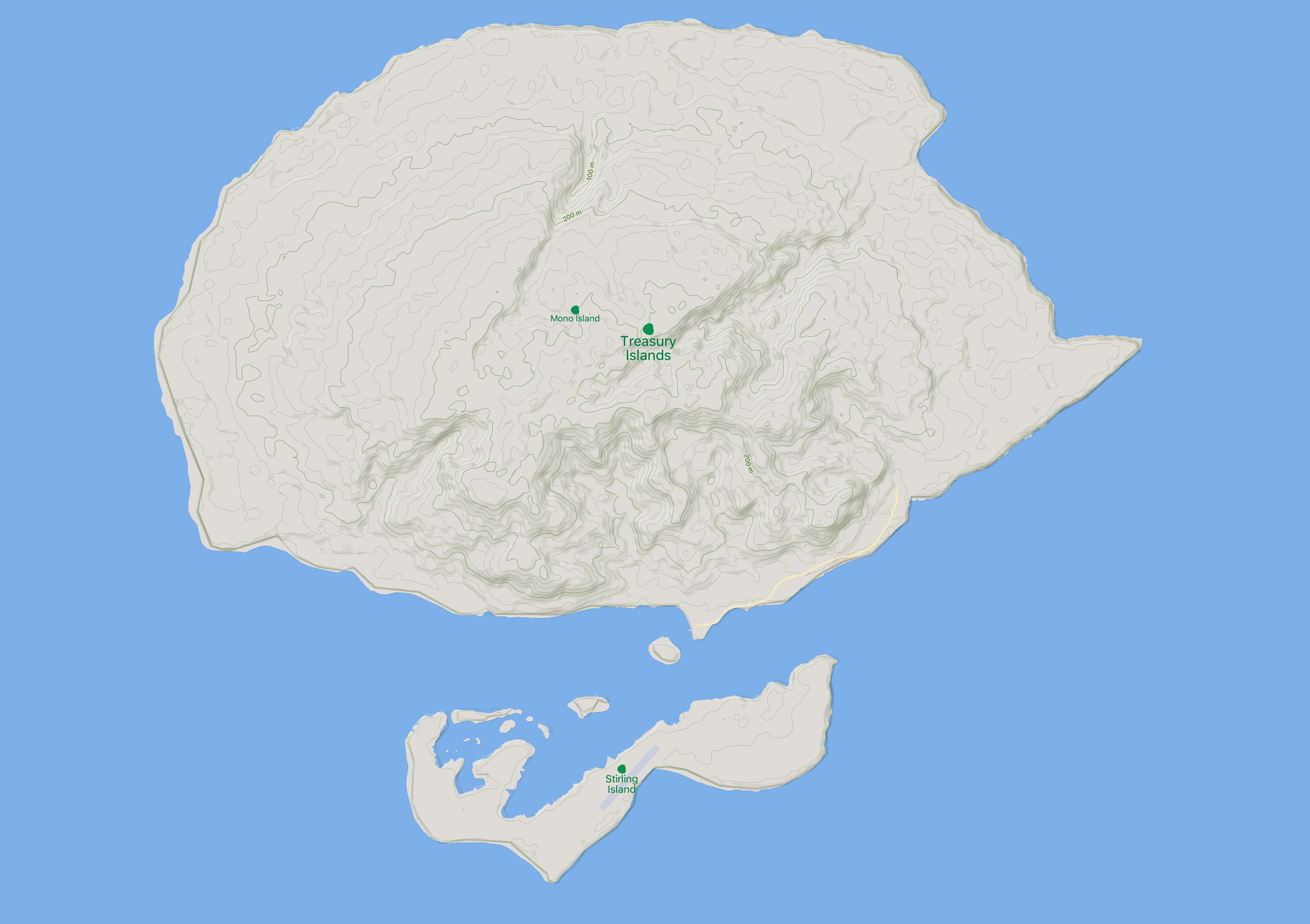
特雷熱里群島：史特靈島位於下方

史特靈島是太平洋所羅門群島的島嶼，座標7°21′S 155°34′E / 7.350°S 155.567°E，屬於特雷熱里群島一部分，由珊瑚構成。島上沒有常住居民，只有第二次世界大戰同盟國當時使用的機場和和廢墟。

## 外部連結
- The Treasury Islands Campaign